# Bastihal, Sindgi
Bastihal là một làng thuộc tehsil Sindgi, huyện Bijapur, bang Karnataka, Ấn Độ.